# Liste der Baudenkmäler in Oberkassel (Düsseldorf)
Die Liste der Baudenkmäler in Oberkassel (Düsseldorf) enthält die denkmalgeschützten Bauwerke auf dem Gebiet von Düsseldorf-Oberkassel, Stadtbezirk 4, in Nordrhein-Westfalen. Diese Baudenkmäler sind in der Denkmalliste der Stadt Düsseldorf eingetragen; Grundlage für die Aufnahme ist das Denkmalschutzgesetz Nordrhein-Westfalen (DSchG NRW).

## Baudenkmäler
| Bild                      | Bezeichnung                                                                | Lage                                                                  | Beschreibung | Bauzeit               | Eingetragen seit   | Denkmal- nummer |
| ------------------------- | -------------------------------------------------------------------------- | --------------------------------------------------------------------- | --- | --------------------- | ------------------ | --------------- |
| Wohnhaus                  | Wohnhaus                                                                   | Achillesstraße 3 Karte                                                | Architekt: Hans Schleh (Architekturbüro im Haus Esplanade, Luegplatz 3) | 1913–1914             | 15. September 1988 | A 1152          |
| Wohnhaus                  | Wohnhaus                                                                   | Achillesstraße 5 Karte                                                | Architekt: Hans Schleh | 1913–1914             | 15. September 1988 | A 1152          |
| Wohnhaus                  | Wohnhaus                                                                   | Achillesstraße 7 Karte                                                | Architekt: Hans Schleh | 1913–1914             | 15. September 1988 | A 1152          |
| Heiligenhäuschen          | Heiligenhäuschen                                                           | Am Heiligenhäuschen, vor Nr. 6 Karte                                  | | 18. Jh.               | 21. April 1994     | A 1288          |
| weitere Bilder            | Wohnhaus mit Ladenlokal                                                    | Barbarossaplatz 3 Karte                                               | Architekt: Theodor Balzer; Hier befand sich die Filiale des Düsseldorfer Fotografen Hubert Höltgen (1855–1914), der seit 1904 auch Eigentümer des Hauses war. Das Gebäude im Stil der Neorenaissance hat eine dreiachsig gegliederte Fassade, die durch Schmuck- und Dekorelemente belebt wird. Das zweite Stockwerk zeigt einen Vorbau mit Loggia (Palladiomotiv). | 1904                  | 13. März 1985      | A 866           |
| weitere Bilder            | Wohnhaus mit Ladenlokal                                                    | Barbarossaplatz 4 Karte                                               | Architekt: Oskar Rosendahl, der zwischen 1902 und 1914 einer der wichtigsten Architekten für den linksrheinischen Düsseldorfer Stadtteil Oberkassel war | 1904–1905             | 30. November 1984  | A 783           |
| weitere Bilder            | Brunnen                                                                    | Barbarossaplatz o. Nr. Karte                                          | Der im Jahre 1912 vom Bildhauer Peter Stammen entworfene und 1925 fertiggestellte große Schalenbrunnen mit Putten, die den Brunnenrand zieren, auch Barbarossabrunnen genannt, wurde anlässlich des 100. Jubiläums im Jahr 2012 umfassend saniert. | um 1915               | 21. April 1994     | A 1289          |
|                           |                                                                            | Barmer Straße 1 (vormals Victoriastraße) Karte                        | Architekt: Carl Hecker | 1914                  | 13. März 1985      | A 867           |
|                           |                                                                            | Barmer Straße 3 Karte                                                 | nach Entwurf von Architekt Carl Hecker für den Kaufmann Nikolaus vom Kothen († 1919) aus Neuss; Ihm gehörten an der Barmer Straße auch die Häuser Nr. 5, 15 und 17. | 1913                  | 25. Februar 1986   | A 969           |
| Stadtvilla                | Stadtvilla                                                                 | Barmer Straße 12 Karte                                                | Architekt: Carl Schaumburg (1867–1940), geboren in Ropperhausen, lebte ab 1891 bis zu seinem Tod in Neuss und hat auch dort das Stadtbild der Neusser Innenstadt maßgeblich geprägt (Jugendstilwohnhäuser, Rheinland-Gebäude, 1904, Haus der Alten Bürgergesellschaft zu Neuss an der Niederstraße, 1910); Eigentümer und Bewohner war Richard Lemke, Sekretär (Bürochef / Privatbeamter) der Düsseldorfer Börse, mit Büro im Haus Jacobistraße 3/5. Lemke hatte einen Sitz im Gemeinderat von Heerdt und war laut Adressbuch von 1911 außerdem Eigentümer der Häuser Barmer Straße 14 und 16 sowie der Häuser Glücksburger Straße 10, 11, 12, 14, 15, 16, 17, 18, 19, 20, 22, 24 und 27. | 1908                  | 20. Februar 1984   | A 537           |
|                           |                                                                            | Barmer Straße 14 Karte                                                | Architekt: Heinrich Fedler (Architekturbüro im Haus Dominikanerstraße 11); Eigentümer wurde der Kaufmann Richard Lemke. | 1907                  | 20. Februar 1984   | A 538           |
|                           |                                                                            | Barmer Straße 28 Karte                                                | Architekt und ehemaliger Eigentümer: Adam Dickmann | 1906–1907             | 20. Februar 1984   | A 539           |
|                           |                                                                            | Barmer Straße 30 Karte                                                | Architekt: Heinrich Fedler | 1908                  | 23. Februar 1982   | A 18            |
|                           |                                                                            | Barmer Straße 35 Karte                                                | Architekt: Adam Dickmann | 1906–1907             | 20. Februar 1984   | A 540           |
|                           |                                                                            | Belsenplatz 1 (vormals Bahnhofsvorplatz) Karte                        | Ausführung durch Weyland und Hoever | 1898–1900             | 9. Februar 1983    | A 303           |
| Alter Bahnhof Oberkassel  | Alter Bahnhof Oberkassel                                                   | Belsenplatz 2 Karte                                                   | Bahnhof Oberkassel, erbaut 1898, farbige Verblendung aus roten und gelben Ziegeln | 1892                  | 21. April 1987     | A 1037          |
|                           |                                                                            | Belsenplatz 3 Karte                                                   | Architekt: Fritz Hofmeister (1869–1941) | 1899–1900             | 4. April 1984      | A 564           |
|                           |                                                                            | Belsenstraße 6 (vormals Bahnstraße) Karte                             | Architekt: Rudolf Schnütgen | 1899–1900             | 29. November 1984  | A 774           |
|                           |                                                                            | Belsenstraße 12 Karte                                                 | Architekt: Rudolf Schnütgen | 1904                  | 29. November 1984  | A 775           |
|                           |                                                                            | Belsenstraße 19 Karte                                                 | Architekten: Emil Fahrenkamp und Gustav Wagner | 1910–1911             | 23. April 1982     | A 104           |
| Wohnhaus                  | Wohnhaus                                                                   | Belsenstraße 33 Karte                                                 | Jugendstil; Architekt: Rudolf Wilhelm Verheyen | 1902                  | 19. Juni 1985      | A 903           |
| Wohnhaus                  | Wohnhaus                                                                   | Brend’amourstraße 10 Karte                                            | Jugendstil; Architekt: Wilhelm Lenz (* 1868) | 1907                  | 4. Dezember 1984   | A 789           |
| Wohnhaus                  | Wohnhaus                                                                   | Brend’amourstraße 12 Karte                                            | Jugendstil; Architekt: Wilhelm Lenz | 1907                  | 4. Dezember 1984   | A 790           |
| Wohnhaus                  | Wohnhaus                                                                   | Brend’amourstraße 14 Karte                                            | Jugendstil; Architekt: Wilhelm Lenz | 1907                  | 4. Dezember 1984   | A 791           |
| Wohnhaus                  | Wohnhaus                                                                   | Brend’amourstraße 16 Karte                                            | Jugendstil; Architekt: Wilhelm Lenz | 1909                  | 13. Mai 1985       | A 898           |
| Wohnhaus                  | Wohnhaus                                                                   | Brend’amourstraße 18 Karte                                            | Jugendstil; Architekt: Wilhelm Lenz | 1909                  | 13. Mai 1985       | A 899           |
| Wohnhaus                  | Wohnhaus                                                                   | Brend’amourstraße 20 Karte                                            | Jugendstil; Architekt: Wilhelm Lenz | 1909                  | 13. Mai 1985       | A 900           |
| Wohnhaus                  | Wohnhaus                                                                   | Brend’amourstraße 28 Karte                                            | Architekt: Wilhelm Pütz | 1910–1911             | 12. Mai 1987       | A 1040          |
| weitere Bilder            | Wohnhaus                                                                   | Brend’amourstraße 30 Karte                                            | Architekt: Heinrich Pulver; Eckhaus zur Salierstraße | 1914–1915             | 6. März 1985       | A 861           |
| weitere Bilder            | Wohnhaus                                                                   | Brend’amourstraße 32 Karte                                            | Architekt: Alfred Wiener; Eckhaus zur Salierstraße | 1914                  | 6. März 1985       | A 862           |
| Wohnhaus                  | Wohnhaus                                                                   | Brend’amourstraße 33 Karte                                            | Architekt: Heinrich Fedler | 1913–1914             | 7. Dezember 1984   | A 800           |
| Wohnhaus                  | Wohnhaus                                                                   | Brend’amourstraße 49 Karte                                            | Architekt: Fritz Krüger | 1907                  | 21. Oktober 1992   | A 1244          |
| Einfamilienhaus           | Einfamilienhaus                                                            | Brend’amourstraße 68 Karte                                            | Übergangsstil; Architekt: A. Osselmann und Sohn | 1910                  | 14. April 2008     | A 1572          |
| Einfamilienhaus           | Einfamilienhaus                                                            | Brend’amourstraße 70 Karte                                            | Architekten: A. Osselmann und Sohn | 1910                  | 19. Mai 2017       | A 1669          |
| Einfamilienhaus           | Einfamilienhaus                                                            | Brend’amourstraße 72 Karte                                            | Das Haus, gebaut nach Plänen des Architekten Heinrich Fedler, stammt aus der Erstbebauung des Stadtteils und prägt im Zusammenhang mit weiteren Bauten der Zeit um 1910 das Straßenbild. Es ist zudem ein charakteristisches Einfamilienhaus jener Zeit. Die Raumdisposition der Hauptwohngeschosse mit ihrer bauzeitlichen Innenausstattung und Gestaltung sind erhalten, somit ein Beleg für die Einfamilienhausarchitektur in Form eines Reihenhauses vor dem Ersten Weltkrieg. Die gestalterischen Details wurden aus dem damals üblichen Historismus in Richtung einer sachlicheren Formensprache weiterentwickelt (Übergangsstil). | 1910                  | 9. April 2015      | A 1649          |
| weitere Bilder            | Einfamilienhaus                                                            | Brend’amourstraße 74 Karte                                            | Architekt: Wilhelm Hoppe; erbaut 1909–1910; charakteristisches Einfamilienhaus des Übergangsstils, in seiner Struktur und Teilen seiner inneren Gestaltung, mit Treppe, Türanlagen und Stuck aus der Bauzeit erhalten | 1909–1910             | 24. März 2014      | A 1636          |
| Einfamilienhaus           | Einfamilienhaus                                                            | Brend’amourstraße 76 Karte                                            | Architekt: Oscar Rosendahl | 1908–1910             | 1. Juli 1988       | A 1133          |
| Einfamilienhaus           | Einfamilienhaus                                                            | Brend’amourstraße 78 Karte                                            | Architekt: Oscar Rosendahl | 1908–1909             | 20. Juli 1988      | A 1139          |
| weitere Bilder            | Einfamilienhaus                                                            | Brend’amourstraße 80 Karte                                            | Architekt: Oscar Rosendahl | 1908–1909             | 20. Juni 1988      | A 1129          |
| Wohnhaus                  | Wohnhaus                                                                   | Cheruskerstraße 39 (vormals Arminiusstraße) Karte                     | Ausführung durch Philipp Zingraf | 1898–1899             | 8. Juni 1983       | A 368           |
|                           |                                                                            | Cheruskerstraße 41 Karte                                              | Architekt: Adam Becker | 1900–1901             | 23. August 1983    | A 413           |
| weitere Bilder            | Wohnhaus mit Ladenlokal                                                    | Cheruskerstraße 43 Karte                                              | Architekt: Theodor Balzer | 1904                  | 5. August 1983     | A 401           |
| Wohnhaus                  | Wohnhaus                                                                   | Cheruskerstraße 48 Karte                                              | Architekt: Adam Dickmann | 1905–1906             | 26. August 1985    | A 912           |
|                           |                                                                            | Cheruskerstraße 49 Karte                                              | Architekt: Carl Schaumburg | 1900                  | 23. August 1983    | A 414           |
| weitere Bilder            | Wohnhaus                                                                   | Cheruskerstraße 51 Karte                                              | Architekt: Carl Schaumburg | 1899–1900             | 23. August 1983    | A 415           |
| Wohnhaus                  | Wohnhaus                                                                   | Cheruskerstraße 53 Karte                                              | Architekt: Theodor Balzer | 1900                  | 23. August 1983    | A 416           |
|                           |                                                                            | Cheruskerstraße 57 Karte                                              | Architekt und Eigentümer war Richard Drake (1854–1917), späterer Rechnungsrat (Postbausekretär) in Düsseldorf-Oberkassel | 1903                  | 8. Juni 1983       | A 369           |
| weitere Bilder            |                                                                            | Cheruskerstraße 59 Karte                                              | Architekt: Adam Becker | 1903                  | 16. Juni 1983      | A 376           |
| Wohnhaus                  | Wohnhaus                                                                   | Cheruskerstraße 61 Karte                                              | Architekten: Rudolf Wilhelm Verheyen und Adam Becker | 1901–1902             | 16. Juni 1983      | A 377           |
| Wohnhaus mit Ladenlokal   | Wohnhaus mit Ladenlokal                                                    | Cheruskerstraße 67a Karte                                             | Architekt: Bautechniker Wilhelm Hartmann | 1899                  | 26. August 1985    | A 913           |
| weitere Bilder            | Wohnhaus mit Ladenlokal                                                    | Cheruskerstraße 69 Karte                                              | Architekt: Theodor Balzer; Vom Giebel des Eckhauses blickt eine Eulen-Skulptur auf die Dominikanerstraße. | 1902–1903             | 26. August 1985    | A 914           |
| Wohnhaus Nerche           | Wohnhaus Nerche                                                            | Cimbernstraße 3, 5 Karte                                              | Das Haus wurde 1927–1928 nach Entwürfen von Wilhelm Hoppe für den Gartenarchitekten Wilhelm Nerche erbaut. Der Komplex besteht aus zwei Baukörpern, der Bauteil an der Düsseldorfer Straße ist dreigeschossig unter traufständigem Satteldach. | 1927–1928             | 2. Juli 1987       | A 1057          |
| Wohnhaus                  | Wohnhaus                                                                   | Columbusstraße 7 Karte                                                | Architekt: Adam Dickmann | 1911–1912             | 23. Februar 1982   | A 36            |
| weitere Bilder            | Wohnhaus                                                                   | Columbusstraße 9 Karte                                                | Architekt: Adam Dickmann | 1909                  | 27. November 1985  | A 952           |
| Wohnhaus                  | Wohnhaus                                                                   | Columbusstraße 11 Karte                                               | Architekt: Oscar Rosendahl | 1906                  | 27. November 1985  | A 953           |
| Abschied (eines Seemanns) | Abschied (eines Seemanns)                                                  | Columbusstraße o. Nr. Karte                                           | Bildhauer: Gregor von Bochmann der Jüngere; Wurde zum ersten Mal 1902 in einer Terrakotta-Ausführung auf der Rheinisch-Westfälischen Industrie- und Gewerbeausstellung in Düsseldorf gezeigt. Die Bronze-Version, in Wien mit einer Großen Goldenen Staatsmedaille ausgezeichnet, steht seit 1932 an der Ecke Columbusstraße / Düsseldorfer Straße. | 1904                  | 5. Mai 1994        | A 1296          |
| weitere Bilder            | Creativhaus „comenius eins“                                                | Comeniusstraße 1 Karte                                                | Der ältere Bauteil der Schule am Comeniusplatz wurde vom Architekten und Düsseldorfer Stadtbaurat Johannes Radke geplant und 1912 fertiggestellt. Der Erweiterungsbau an der Quirinstraße stammt vom Architekten Otto Firle. Das seit 1951 so benannte Comenius-Gymnasium befindet sich seit 1972 im Gebäude Hansaallee 90. | 1910 und 1954         | 20. März 1996      | A 1382          |
| weitere Bilder            | Wohnhaus mit Ladenlokalen                                                  | Dominikanerstraße 2 Karte                                             | Architekt: Oscar Rosendahl | 1903                  | 10. Oktober 1984   | A 717           |
| Wohnhaus mit Ladenlokal   | Wohnhaus mit Ladenlokal                                                    | Dominikanerstraße 3 Karte                                             | Architekt: Alfred Wiener | 1907                  | 10. Oktober 1984   | A 718           |
| weitere Bilder            | Wohnhaus mit Gastronomie Muggel und Programmkino Souterrain im Café Muggel | Dominikanerstraße 4 Karte                                             | Architekt: Heinrich Fedler; Der Eigentümer des Hauses, Reinhold Cowalsky, führte seit Anfang der 1900er Jahre im aufstrebenden Oberkassel ein Geschäft für Eisenwaren, Haus- und Küchengeräte, bis dieser während eines laufenden Konkursverfahrens im Januar 1953 tot aufgefunden wurde. Seit den 1980er Jahren befindet sich hier das „Café Muggel“ benannt nach dem Stadtoriginal Pitter Muggel. Im Kellergeschoss gründete Helmut Kettler 1977 das kleinste Düsseldorfer Programmkino, genannt „Souterrain im Café Muggel“. | 1903                  | 14. September 1984 | A 710           |
| Wohnhaus mit Ladenlokal   | Wohnhaus mit Ladenlokal                                                    | Dominikanerstraße 5 Karte                                             | Architekt: Oscar Rosendahl | 1906–1907             | 15. Oktober 1984   | A 722           |
| Wohnhaus mit Ladenlokal   | Wohnhaus mit Ladenlokal                                                    | Dominikanerstraße 6 Karte                                             | Architekt: Gustav Utermann; Fassade bis auf das Untergeschoss erhalten | 1903                  | 23. Februar 1982   | A 37            |
| Wohnhaus mit Ladenlokal   | Wohnhaus mit Ladenlokal                                                    | Dominikanerstraße 7 Karte                                             | Architekt: Oscar Rosendahl | 1906–1907             | 31. Oktober 1984   | A 735           |
| Wohnhaus                  | Wohnhaus                                                                   | Dominikanerstraße 10 Karte                                            | Architekt: Oscar Rosendahl | 1906                  | 31. Oktober 1984   | A 736           |
| weitere Bilder            | Wohnhaus mit Ladenlokal                                                    | Dominikanerstraße 11a Karte                                           | Ausführung durch Philipp Zingraf | 1899                  | 15. Oktober 1984   | A 723           |
| Wohnhaus mit Ladenlokal   | Wohnhaus mit Ladenlokal                                                    | Dominikanerstraße 12 Karte                                            | Architekt: Oscar Rosendahl | 1904                  | 23. Februar 1982   | A 38            |
| Wohnhaus mit Ladenlokal   | Wohnhaus mit Ladenlokal                                                    | Dominikanerstraße 14 Karte                                            | Architekt: Theodor Balzer; Ladenlokal mit Restaurant „La Hot Cucina“ | 1902                  | 12. September 1988 | A 1147          |
| weitere Bilder            | Wohnhaus                                                                   | Dominikanerstraße 15 Karte                                            | Architekt: Carl Schaumburg | 1902                  | 16. Oktober 1984   | A 729           |
|                           |                                                                            | Dominikanerstraße 17 Karte                                            | Übergangsstil; Architekt: Heinrich Pulver | 1902                  | 15. Oktober 1984   | A 724           |
|                           |                                                                            | Dominikanerstraße 19 Karte                                            | Architekt: Heinrich Pulver | 1902                  | 23. Februar 1982   | A 39            |
| Wohnhaus                  | Wohnhaus                                                                   | Dominikanerstraße 21 Karte                                            | Architekt: Heinrich Pulver | 1902                  | 31. Oktober 1984   | A 737           |
| Wohnhaus                  | Wohnhaus                                                                   | Dominikanerstraße 22 Karte                                            | Architekt: Fritz Hofmeister | 1900                  | 23. Februar 1982   | A 40            |
| Wohnhaus                  | Wohnhaus                                                                   | Dominikanerstraße 23 Karte                                            | Bauunternehmer: Johann Pütz (Niederkassel) | 1903                  | 15. Oktober 1984   | A 725           |
| Wohnhaus                  | Wohnhaus                                                                   | Dominikanerstraße 24 Karte                                            | Architekt: Heinrich Pulver | 1902                  | 14. November 1984  | A 742           |
| weitere Bilder            | Wohnhaus                                                                   | Drakeplatz 1 Karte                                                    | Architekt: Richard Hardung | 1899–1900             | 29. Juni 1987      | A 1052          |
| weitere Bilder            | Wohnhaus                                                                   | Drakeplatz 2 Karte                                                    | Architekt: Gustav Utermann | 1904                  | 12. März 1987      | A 1023          |
| Wohnhaus                  | Wohnhaus                                                                   | Drakeplatz 3 Karte                                                    | Ausführung durch Raunitschke und Weber | 1904                  | 12. März 1987      | A 1024          |
| Wohnhaus                  | Wohnhaus                                                                   | Drakeplatz 6 Karte                                                    | Architekt: Friedrich Wallenborn | 1905–1906             | 1. September 1987  | A 1064          |
| Wohnhaus                  | Wohnhaus                                                                   | Drakeplatz 7 Karte                                                    | Architekt: Adolf Erkes (* 12. April 1864 in Gelsenkirchen; † 24. Februar 1920 in Düsseldorf) | 1905                  | 14. Mai 1987       | A 1043          |
| Wohnhaus                  | Wohnhaus                                                                   | Drakestraße 1 Karte                                                   | Architekt: Gustav Utermann | 1907–1908             | 27. November 1985  | A 955           |
| Wohnhaus                  | Wohnhaus                                                                   | Drakestraße 3 Karte                                                   | Der Architekt war Gustav Utermann für den Ingenieur und Hüttendirektor a. D. Heinrich Lohausen. Am oberen Eingangsportal das Symbol des Schlägel und Eisens. | 1907–1908             | 12. September 1985 | A 922           |
| Wohnhaus                  | Wohnhaus                                                                   | Drakestraße 5 Karte                                                   | Architekt: Gustav Utermann | 1905–1906             | 1. Oktober 1985    | A 927           |
| Wohnhaus                  | Wohnhaus                                                                   | Drakestraße 7 Karte                                                   | Architekt: Gustav Utermann | 1904                  | 16. Oktober 1985   | A 941           |
| Wohnhaus                  | Wohnhaus                                                                   | Drakestraße 9 Karte                                                   | Architekt: Gustav Utermann | 1904–1905             | 4. Oktober 1985    | A 933           |
| Wohnhaus                  | Wohnhaus                                                                   | Drakestraße 11 Karte                                                  | Architekt: Gustav Utermann | 1905–1906             | 1. Oktober 1985    | A 928           |
| Wohnhaus                  | Wohnhaus                                                                   | Drakestraße 15 Karte                                                  | Architekt: Gustav Utermann | 1907–1908             | 16. Oktober 1984   | A 942           |
| weitere Bilder            | Wohnhaus                                                                   | Drakestraße 15a Karte                                                 | Architekt: Heinrich Vehling (1868–1944; Vater der Malerin Else Sehrig-Vehling); Das Haus wurde Eigentum eines Arztes, der im Parterre seine Arztpraxis betrieb und in den oberen Geschossen mit seiner Familie lebte. Neben der Eingangstür befindet sich das Relief seines Jagddackels. | 1909                  | 4. August 1983     | A 400           |
| Wohnhaus                  | Wohnhaus                                                                   | Drakestraße 17 Karte                                                  | um 1909 Eigentum der „Alfred Mauritz'schen Verwaltung“ – Alfred Mauritz (1867–1938) war Teilhaber der Dortmunder Actien-Brauerei; Bewohnt wurde es vom Verleger und Buchhändler Robert Stroh, dessen Familienmitglied der Architekt Caesar Stroh war. | ca. 1908              | 23. Februar 1982   | A 41            |
| Wohnhaus                  | Wohnhaus                                                                   | Drakestraße 19 Karte                                                  | Architekt: Richard Hardung | 1900                  | 29. Juni 1983      | A 383           |
| Wohnhaus                  | Wohnhaus                                                                   | Drakestraße 21 Karte                                                  | Architekt: Richard Hardung | 1899                  | 23. Februar 1987   | A 1022          |
| weitere Bilder            | Wohnhäuser                                                                 | Drakestraße 22, Cheruskerstraße 47 Karte                              | Architekt: Carl Schaumburg | 1901                  | 4. April 1984      | A 566           |
| Wohnhaus                  | Wohnhaus                                                                   | Drakestraße 23 Karte                                                  | Architekt: Richard Hardung | 1899–1900             | 24. März 1987      | A 1029          |
| Wohnhaus                  | Wohnhaus                                                                   | Drakestraße 24 Karte                                                  | Architekt: Richard Hardung | 1898–1899             | 1. Oktober 1985    | A 929           |
| Wohnhaus                  | Wohnhaus                                                                   | Drakestraße 26 Karte                                                  | Architekt: Richard Hardung | 1898                  | 19. Februar 1985   | A 853           |
| Wohnhaus                  | Wohnhaus                                                                   | Drakestraße 28 Karte                                                  | Architekt: Richard Hardung | 1898–1899             | 23. Februar 1982   | A 42            |
| Wohnhaus                  | Wohnhaus                                                                   | Drakestraße 30 Karte                                                  | Architekt: Richard Hardung | 1899                  | 4. Oktober 1985    | A 934           |
| Wohnhaus                  | Wohnhaus                                                                   | Drakestraße 32 Karte                                                  | Architekt: Adam Dickmann | 1906                  | 12. März 1987      | A 1025          |
|                           |                                                                            | Düsseldorfer Straße 6 Karte                                           | Architekt: Oscar Rosendahl | 1904–1905             | 2. August 1987     | A 1065          |
|                           |                                                                            | Düsseldorfer Straße 8 Karte                                           | Architekt: Andreas Noven | 1905–1906             | 29. Juni 1987      | A 1053          |
|                           |                                                                            | Düsseldorfer Straße 10 Karte                                          | Architekt: Oscar Rosendahl | 1906                  | 25. Juni 1987      | A 1047          |
|                           |                                                                            | Düsseldorfer Straße 12 Karte                                          | Architekt: Oscar Rosendahl | 1905–1906             | 7. August 1987     | A 1061          |
| weitere Bilder            |                                                                            | Düsseldorfer Straße 14, 16 Karte                                      | Architekt: Oscar Rosendahl | 1909                  | 29. Juni 1987      | A 1054          |
|                           |                                                                            | Düsseldorfer Straße 19 Karte                                          | Architekt: Wilhelm Metzer | 1903                  | 29. November 1984  | A 776           |
|                           |                                                                            | Düsseldorfer Straße 23 Karte                                          | Der Entwurf des Hauses stammt aus dem Jahr 1904, wurde von dem Baugeschäft Haufs & Heister ausgeführt und im Jahr 1905 fertiggestellt. Das Haus stammt aus der Erstbebauung des Stadtteils und prägt im Zusammenhang mit weiteren Bauten der Zeit um 1900 das Straßenbild. Es ist zudem ein charakteristisches Wohnhaus jener Zeit und in seiner Struktur und Teilen seiner inneren Gestaltung (Treppe, Türen) aus der Bauzeit erhalten. | 1904–1905             | 7. Oktober 2014    | A 1641          |
| weitere Bilder            |                                                                            | Düsseldorfer Straße 25a Karte                                         | Architekten: Paul Kraemer und Otto Herold; | 1907–1908             | 15. Juni 1988      | A 1128          |
|                           |                                                                            | Düsseldorfer Straße 31 Karte                                          | Architekt: Carl Krieger (* um 1870/1880; † 1957) | 1924–1925             | 21. Juni 1988      | A 1132          |
|                           |                                                                            | Düsseldorfer Straße 37 Karte                                          | Bauingenieur: Carl Causin († 2. Dezember 1917) | 1904                  | 1. Juli 1988       | A 1134          |
|                           |                                                                            | Düsseldorfer Straße 39 Karte                                          | Bauingenieur: Carl Causin | 1902                  | 20. Juli 1988      | A 1140          |
|                           |                                                                            | Düsseldorfer Straße 49 Karte                                          | Erbauer und Eigentümer des Hauses war der Gemeindebaumeister Leonhard Weller. | 1910                  | 14. September 1988 | A 1151          |
| weitere Bilder            |                                                                            | Düsseldorfer Straße 50 Karte                                          | Gebäude des späten Klassizismus Ende des 19. Jahrhunderts, das direkt neben dem „Faustenhof“ in der Oberkasseler Straße angebaut wurde; Anfang des 20. Jahrhunderts gehörte das Haus mit der ursprünglichen Anschrift Düsseldorfer Straße 42 der Familie Fausten, die den Gasthof und die angeschlossene Landwirtschaft betrieb. | ca. 1892              | 25. April 1985     | A 891           |
|                           |                                                                            | Düsseldorfer Straße 51 Karte                                          | Architekt: Saddeler | 1911                  | 13. September 1988 | A 1165          |
|                           |                                                                            | Düsseldorfer Straße 53 Karte                                          | Architekt BDA war der Düsseldorfer Wilhelm Saddeler (1880– nach 1961), welcher bis zuletzt im Eigentum Markgrafenstraße 61 lebte. | 1910–1911             | 1. Juli 1988       | A 1135          |
|                           |                                                                            | Düsseldorfer Straße 55 Karte                                          | Architekt: Ernst Stahl | 1910                  | 1. Juli 1988       | A 1136          |
| weitere Bilder            | Wohnhaus                                                                   | Düsseldorfer Straße 57 Karte                                          | Architekt: Ernst Stahl; Bauherr: Robert Haasen (* 17. Juli 1867 in Elberfeld), Professor an der Oberrealschule am Fürstenwall; Über der Eingangstür ist ein Hasen-Emblem angebracht. | 1910–1911             | 3. August 1988     | A 1145          |
|                           |                                                                            | Düsseldorfer Straße 59 Karte                                          | Architekt: A. A. Josef Pehle | 1905–1906             | 12. September 1988 | A 1148          |
|                           |                                                                            | Düsseldorfer Straße 61 Karte                                          | Architekt: Ernst Stahl | 1911–1912             | 20. Juli 1988      | A 1141          |
|                           |                                                                            | Düsseldorfer Straße 63 Karte                                          | Architekt und Eigentümer: Ernst Stahl | 1910–1911             | 20. Juli 1988      | A 1142          |
| Wohnhaus                  | Wohnhaus                                                                   | Düsseldorfer Straße 69a Karte                                         | Architekt: Ernst Stahl | 1924–1925             | 16. September 1988 | A 1153          |
| Wohnhaus                  | Wohnhaus                                                                   | Düsseldorfer Straße 71 Karte                                          | Architekt: Ernst Stahl | 1924–1925             | 16. September 1988 | A 1153          |
| Wohnhaus                  | Wohnhaus                                                                   | Düsseldorfer Straße 71a Karte                                         | Architekt: Ernst Stahl | 1924–1925             | 16. September 1988 | A 1153          |
| Wohnhaus                  | Wohnhaus                                                                   | Düsseldorfer Straße 73 Karte                                          | Architekt: Ernst Stahl | 1924–1925             | 16. September 1988 | A 1153          |
| weitere Bilder            |                                                                            | Düsseldorfer Straße 77 Karte                                          | Architekt: Ernst Stahl; Bauherr: Wilhelm Haas (Privatier); Über der Eingangstür sitzt ein Emblem mit einem Hasen in der Natur. | 1912–1913             | 12. September 1988 | A 1149          |
|                           |                                                                            | Düsseldorfer Straße 83 Karte                                          | Architekt: Ernst Stahl | 1913–1914             | 20. Juli 1988      | A 1143          |
|                           |                                                                            | Düsseldorfer Straße 85 Karte                                          | Architekt: Wilhelm Saddeler | 1914–1915             | 4. April 1990      | A 1203          |
| weitere Bilder            | Wissenschaft                                                               | Feldmühleplatz o. Nr. Karte                                           | Schmuckplastik „Wissenschaft“ von Bildhauer Karl Janssen; Das ursprüngliche Skulpturen-Paar „Mut“ (vernichtet) und „Wissenschaft“ stand früher im Rheinpark vor dem alten Kunstpalast. | 1921                  | 28. April 1994     | A 1293          |
| Wohnhaus                  | Wohnhaus                                                                   | Glücksburger Straße 1 (vormals Augustastraße) Karte                   | Eckhaus zur Steffenstraße mit Eingang an der Glücksburger Straße; Architekt: Liborius Helbig | 1911                  | 26. März 1982      | A 82            |
| weitere Bilder            | Wohnhaus                                                                   | Glücksburger Straße 2 Karte                                           | Architekt: Adam Dickmann; An dem Haus ein Relief mit vier Zwergen, die ein Schwein halten. | 1907                  | 26. März 1982      | A 83            |
| weitere Bilder            | Wohnhaus                                                                   | Glücksburger Straße 3 Karte                                           | Architekt: Oscar Rosendahl; Über dem Eingangsportal sitzt ein Erker, der in der zweiten Etage einen Balkon trägt. | 1907–1908             | 26. März 1982      | A 84            |
| Wohnhaus                  | Wohnhaus                                                                   | Glücksburger Straße 4 Karte                                           | Architekt: Adam Dickmann | 1906–1907             | 26. März 1982      | A 85            |
| Wohnhaus                  | Wohnhaus                                                                   | Glücksburger Straße 5 Karte                                           | Architekt: A. Steinringer | 1907–1908             | 16. Mai 1982       | A 105           |
| Wohnhaus                  | Wohnhaus                                                                   | Glücksburger Straße 6 Karte                                           | Architekt: Fritz Krüger | 1909–1910             | 26. März 1982      | A 86            |
| Wohnhaus                  | Wohnhaus                                                                   | Glücksburger Straße 7 Karte                                           | Architekt: Heinrich Fedler | 1907                  | 23. Februar 1982   | A 43            |
| Wohnhaus                  | Wohnhaus                                                                   | Glücksburger Straße 8 Karte                                           | Architekt: Carl Schaumburg | 1906                  | 26. März 1982      | A 87            |
| Wohnhaus                  | Wohnhaus                                                                   | Glücksburger Straße 9 Karte                                           | Bauunternehmer: Georg Nicolai | 1907–1908             | 26. März 1982      | A 88            |
| Wohnhaus                  | Wohnhaus                                                                   | Glücksburger Straße 10 Karte                                          | Architekt: Carl Schaumburg | 1906                  | 26. März 1982      | A 89            |
| Wohnhaus                  | Wohnhaus                                                                   | Glücksburger Straße 11 Karte                                          | Architekt: Carl Schaumburg (vermutlich) | ca.1907               | 26. März 1982      | A 90            |
| Wohnhaus                  | Wohnhaus                                                                   | Glücksburger Straße 12 Karte                                          | Architekt: Carl Schaumburg (vermutlich) | 1906                  | 26. März 1982      | A 91            |
| Wohnhaus                  | Wohnhaus                                                                   | Glücksburger Straße 14 Karte                                          | Architekt: Heinrich Fedler | 1906–1907             | 26. März 1982      | A 92            |
| Wohnhaus                  | Wohnhaus                                                                   | Glücksburger Straße 15 Karte                                          | Der Neusser Architekt Carl Schaumburg (1867–1940) erbaute das Haus für den Börsenmakler Richard Lemke. Von 1909 bis um 1912 wurde das Haus wie folgend von Musikern bewohnt: Kapellmeister Walter La Porte (ab 1910 Direktor des Cabaret Parisiana in der Alleestraße 24, vorher Dirigent am Schauspielhaus) mit Gattin Cläre La Porte-Stolzenberg (Klara Stolzenberg, geboren 1865 in Karlsruhe, wirkte als Konzertsängerin von 1891 bis 1895 am Opernhaus und Schauspielhaus, ab 1900 als Gesangspädagogin in Düsseldorf), und Konzertsänger Franz Cornelius (1878–1916) kam 1911 dazu. | 1907–1908             | 26. März 1982      | A 93            |
| Wohnhaus                  | Wohnhaus                                                                   | Glücksburger Straße 16 Karte                                          | Architekt: Carl Schaumburg; spiegelsymmetrisch zum Haus Glücksburger Straße 18 | 1906                  | 23. Februar 1982   | A 44            |
| Wohnhaus                  | Wohnhaus                                                                   | Glücksburger Straße 17 Karte                                          | Architekt: Carl Schaumburg | 1907–1908             | 26. März 1982      | A 94            |
| Wohnhaus                  | Wohnhaus                                                                   | Glücksburger Straße 18 Karte                                          | Architekt: Carl Schaumburg; spiegelsymmetrisch zum Haus Glücksburger Straße 16 | 1906                  | 23. Februar 1982   | A 45            |
| Wohnhaus                  | Wohnhaus                                                                   | Glücksburger Straße 19 Karte                                          | Architekten: Richard Klein und Richard Dörschel; Im Adressbuch Düsseldorf von 1910 ist der Architekt und Bauunternehmer Rudolf Schnütgen als Eigentümer angegeben. | 1908                  | 26. März 1982      | A 95            |
| Wohnhaus                  | Wohnhaus                                                                   | Glücksburger Straße 20 Karte                                          | Architekt: Carl Schaumburg | 1906–1907             | 26. März 1982      | A 96            |
| Wohnhaus                  | Wohnhaus                                                                   | Glücksburger Straße 21 Karte                                          | Architekten: Richard Klein und Richard Dörschel | 1908–1909             | 26. März 1982      | A 97            |
| Wohnhaus                  | Wohnhaus                                                                   | Glücksburger Straße 23 Karte                                          | Architekt: Rudolf Schnütgen | 1909                  | 26. März 1982      | A 98            |
| Wohnhaus                  | Wohnhaus                                                                   | Glücksburger Straße 24 Karte                                          | Architekt: Heinrich Fedler | 1907                  | 26. März 1982      | A 99            |
| Wohnhaus                  | Wohnhaus                                                                   | Glücksburger Straße 25 Karte                                          | Architekt: Carl Schaumburg | 1908                  | 26. März 1982      | A 100           |
| Wohnhaus                  | Wohnhaus                                                                   | Glücksburger Straße 27 Karte                                          | Architekt: Carl Schaumburg | 1908                  | 26. März 1982      | A 101           |
| weitere Bilder            | ehemalige Kraftzentrale                                                    | Hansaallee 9, 11, 11a, 11b Karte                                      | Das „Elektrische Kraftwerk für die Kleinbahn Düsseldorf-Krefeld“, ehemalige Kraftstation (für Gleichstrom) mit Verwaltungshaus, Maschinenhaus und Kesselhaus der Rheinischen Bahngesellschaft in Oberkassel, Hansaallee 9 und 11, wurde 1897 mit dem Bau der Oberkasseler Brücke errichtet. Die Gebäude der Kraftstation und des Betriebsbahnhofs wurden durch den Bauunternehmer Philipp Zingraf (1837–1913) ausgeführt. Der Gebäudeteil Hansaallee 11 ist nur noch zum Teil erhalten. „Die Gebäude sind in massivem Mauerwerk ausgeführt. Für die äusseren Pfeiler, Thüren und Fenstereinrahmungen wurden ausgesuchte Maschinensteine verwendet, während die zwischenliegenden Wandflächen verputzt sind, wodurch das Äussere ein freundliches Ansehen erhalten hat (siehe Tafel 28).“ Im Jahr 1912 wurde das Gebäudeensemble durch das Gebäude Hansaallee 11a erweitert. Der Gebäudeteil Hansaallee 11b wurde 1951 gebaut. Seit Anfang der 1980er Jahre werden die Gebäude 11, 11a und 11b von bekannten Künstlern der Düsseldorfer Photoschule, darunter Laurenz Berges, Andreas Gursky, Axel Hütte und Thomas Ruff, genutzt. Das Gebäude Hansaallee 9 war das ehemalige Maschinenhaus. | 1897, 1912 und 1951   | 13. Dezember 1994  | A 1328          |
| Wohnhaus                  | Wohnhaus                                                                   | Hansaallee 65 Karte                                                   | Architekten: Franz Josef Becker und Hubert Schlupp | 1957–1960             | 26. September 2016 | A 1661          |
| weitere Bilder            |                                                                            | Heerdter Sandberg 15–35, 44–52, Hansaallee 33 Karte                   | Die Wohn- und Siedlungsbauten an der Ecke zur Hansaallee und entlang des Heerdter Sandbergs im Backsteinexpressionismus wurden vom Architekten Wilhelm Elmpt (* 24. Mai 1889 in Düsseldorf; † ca. 13. März 1944 ebenda), seit 1920 Hausarchitekt der Rheinischen Bahngesellschaft AG, erbaut. Die planenden Architekten waren Adam Dickmann, Richard Dörschel, Karl Franzius, Hülshoff und Ernst Stahl. Die Rheinbahn wollte Wohnraum für ihre Angestellten in der Nähe zu ihrem Arbeitsplatz an der Hansaallee schaffen. Über den flachen Vordächern sind als Hauszeichen zehn rund 1,40 Meter hohe Skulpturen aus Muschelkalk angebracht. Drei Künstler fertigten diese Figuren, darunter Ferdinand Heseding. | 1927, 1928, 1936–1937 | 15. August 1988    | A 1146          |
| weitere Bilder            | Brückenschlösschen                                                         | Kaiser-Friedrich-Ring 1 Karte                                         | Das Brückenschlösschen mit seinem Eckturm entstand vier Jahre nach Fertigstellung der Oberkasseler Brücke und markiert mit dem „Haus Esplanade“ (Luegplatz 3) den Eingang zu Oberkassel. Das Gebäude war vom Architekten Theodor Balzer (1874–1944), der um 1905 an der Cheruskerstraße wohnte, zunächst als Wohnhaus konzipiert. Balzer erbaute auch das Nebenhaus Kaiser-Friedrich-Ring 1a (nicht erhalten), in das er selber einzog. Das so genannte „Brückenschlösschen“ wurde bald zum Ausflugslokal für erholungssuchende Großstädter. Von 1910 bis 1918 wurde dort ein gleichnamiges Restaurant betrieben. Balzer musste als Bauherr und Eigentümer Pacht für den zum Arkadengang überbauten Teil der Bürgersteigflächen des Eckgebäudes am Luegplatz bis hin zum Kaiser-Friedrich-Ring 1a von insgesamt 60 Mark bezahlen. Um 1914 ging das Gebäude in den Besitz der Gebrüder Schmittmann mit Kornbrennerei in Niederkassel über. Nach dem Ersten Weltkrieg diente das Gebäude der belgischen Besatzung als Offizierskasino. Bis 1939 gab es dann verschiedene gastronomische Angebote, wie Bierstube, Café, Restaurant und Likör-Bar. Im Zweiten Weltkrieg wurde 1943 der Turm durch Bomben zerstört und danach durch ein Flachdach ersetzt, um dort eine Flak zu installieren. 1950 wurde das Haus wiederaufgebaut und seitdem von der Familie Damm als Hotel genutzt. 1979 wurde das Haus aufwändig restauriert. | 1905                  | 5. März 1984       | A 556           |
| Wohnhaus                  | Wohnhaus                                                                   | Kaiser-Friedrich-Ring 6 Karte                                         | Architekt: Theodor Balzer; erbaut im Auftrag der Bauunternehmung Carl Brandt (Bauunternehmer Albert Brandt und Bauingenieur Otto Brandt) an der Kronenstraße. | 1903                  | 26. Juli 1984      | A 669           |
| Wohnhaus                  | Wohnhaus                                                                   | Kaiser-Friedrich-Ring 7 Karte                                         | Architekt: Hermann vom Endt; erbaut im Auftrag der Bauunternehmung Carl Brandt | 1904                  | 28. Juni 1982      | A 160           |
| Wohnhaus                  | Wohnhaus                                                                   | Kaiser-Friedrich-Ring 8 Karte                                         | Architekt: Hermann vom Endt; erbaut im Auftrag der Bauunternehmung Carl Brandt | 1904                  | 28. Juni 1982      | A 161           |
| weitere Bilder            | Wohnhaus                                                                   | Kaiser-Friedrich-Ring 9 Karte                                         | Architekt: Theodor Balzer | 1903–1905             | 26. Juli 1984      | A 670           |
| Wohnhaus                  | Wohnhaus                                                                   | Kaiser-Friedrich-Ring 10 Karte                                        | Architekt: Theodor Balzer | 1903                  | 26. Juli 1984      | A 671           |
| Wohnhaus                  | Wohnhaus                                                                   | Kaiser-Friedrich-Ring 11 Karte                                        | Architekt: Theodor Balzer | 1903–1904             | 26. Juli 1984      | A 672           |
| Wohnhaus                  | Wohnhaus                                                                   | Kaiser-Friedrich-Ring 12 Karte                                        | Übergangsstil; Architekten: Gebrüder Hermkes | 1904                  | 6. Mai 2016        | A 1658          |
| Wohnhaus                  | Wohnhaus                                                                   | Kaiser-Friedrich-Ring 15 Karte                                        | Architekt: Hermann vom Endt | 1904                  | 12. Mai 1987       | A 1041          |
| Wohnhaus                  | Wohnhaus                                                                   | Kaiser-Friedrich-Ring 16 Karte                                        | Architekt: Fritz Niebel | 1903–1904             | 26. Juli 1984      | A 673           |
| weitere Bilder            |                                                                            | Kaiser-Friedrich-Ring 20 Karte                                        | Das von den Architekten Richard Klein und Richard Dörschel für den Hüttendirektor Krieger errichtete Haus wurde 1910 in der Zeitschrift Architektonische Rundschau im Innern folgend beschrieben: „Mit einer liebevoll durchgeführten malerischen Diele mit Wendeltreppenanlage, ausgeführt in dunkelgebeiztem Eichenholz, der Kamin in Sandstein, mit hellfarbigen Wandflächen.“ | 1908                  | 26. Juli 1984      | A 674           |
| Wohnhaus                  | Wohnhaus                                                                   | Kaiser-Friedrich-Ring 22 Karte                                        | Architekt: Theodor Balzer | 1904                  | 26. Juli 1984      | A 675           |
|                           |                                                                            | Kaiser-Friedrich-Ring 24 Karte                                        | Architekt: Carl Staudt (1890–1968) | 1927–1928             | 30. November 1984  | A 784           |
| weitere Bilder            | Wohnhaus                                                                   | Kaiser-Friedrich-Ring 25 Karte                                        | Architekt: Theodor Balzer; Am Wohnhaus Kaiser-Friedrich-Ring 25 prangt seit dem Jahre 1999 der Spruch des New Yorker Konzeptkünstlers Lawrence Weiner „Aufgebaut mit vom Himmel gefallenen Steinen, herunter, hinauf“. Beachtenswert ist auch der Giebel. | 1925                  | 2. August 1984     | A 683           |
| weitere Bilder            | Wohnhaus                                                                   | Kaiser-Friedrich-Ring 28 Karte                                        | Architekt: Erich Reichen | 1905–1906             | 6. Oktober 1983    | A 435           |
| weitere Bilder            | Wohnhaus                                                                   | Kaiser-Friedrich-Ring 33 Karte                                        | Architekten: Richard Klein und Richard Dörschel | 1907–1908             | 2. August 1984     | A 684           |
| Wohnhaus                  | Wohnhaus                                                                   | Kaiser-Friedrich-Ring 42 Karte                                        | Architekt: Theodor Balzer | 1907                  | 9. September 1987  | A 1071          |
| Wohnhaus                  | Wohnhaus                                                                   | Kaiser-Friedrich-Ring 43 Karte                                        | Architekt: Gustav Utermann | 1911                  | 2. August 1984     | A 685           |
| weitere Bilder            | Wohnhaus                                                                   | Kaiser-Friedrich-Ring 44 Karte                                        | Architekt: Gustav Utermann, der dort 1910 sein Büro für Architektur, Bauleitung und Gutachten hatte; nach Fertigstellung des Kyffhäuserblocks an der Luegallee bezog er dort das Haus Nr. 70. | 1908–1909             | 22. September 1987 | A 1075          |
| weitere Bilder            | Wohnhaus                                                                   | Kaiser-Wilhelm-Ring 1 Karte                                           | Architekt: Rudolf Schnütgen; Rings um das erste Geschoss sind Kopien der Reliefs von Luca della Robbia angebracht, die er 1428–1431 für den Dom von Florenz geschaffen hatte. | 1902                  | 23. Februar 1982   | A 50            |
| Wohnhaus                  | Wohnhaus                                                                   | Kaiser-Wilhelm-Ring 2 Karte                                           | Architekt: Rudolf Schnütgen | 1902–1903             | 23. Februar 1982   | A 51            |
| Wohnhaus                  | Wohnhaus                                                                   | Kaiser-Wilhelm-Ring 3 Karte                                           | Architekt: Hermann vom Endt | 1905–1906             | 14. November 1984  | A 749           |
| Wohnhaus                  | Wohnhaus                                                                   | Kaiser-Wilhelm-Ring 4 Karte                                           | Architekt: Hermann vom Endt; spiegelsymmetrisch zum Haus Kaiser-Wilhelm-Ring 5 | 1904–1905             | 14. November 1984  | A 750           |
| Wohnhaus                  | Wohnhaus                                                                   | Kaiser-Wilhelm-Ring 5 Karte                                           | Architekt: Hermann vom Endt; spiegelsymmetrisch zum Haus Kaiser-Wilhelm-Ring 4 | 1904–1905             | 14. November 1984  | A 751           |
| Wohnhaus                  | Wohnhaus                                                                   | Kaiser-Wilhelm-Ring 6 Karte                                           | Architekt: Hermann vom Endt; spiegelsymmetrisch zum Haus Kaiser-Wilhelm-Ring 7; Hier zogen um 1907 die Begründer des Schauspielhauses Düsseldorf, Louise Dumont-Lindemann und Gustav Lindemann, ein. | 1904–1905             | 28. Juni 1982      | A 162           |
| Wohnhaus                  | Wohnhaus                                                                   | Kaiser-Wilhelm-Ring 7 Karte                                           | Architekt: Hermann vom Endt; spiegelsymmetrisch zum Haus Kaiser-Wilhelm-Ring 6 | 1904–1905             | 28. Juni 1982      | A 163           |
| Wohnhaus                  | Wohnhaus                                                                   | Kaiser-Wilhelm-Ring 8 Karte                                           | Architekt: Carl Schaumburg; Eigentümer wurde Andreas Gruneberg (1856–1931), bis 1904 erster Syndikus der Handwerkskammer Düsseldorf | 1904–1905             | 14. November 1984  | A 752           |
| Wohnhaus                  | Wohnhaus                                                                   | Kaiser-Wilhelm-Ring 9 Karte                                           | Architekt: Carl Schaumburg; Eigentümer wurde Andreas Gruneberg (1856–1931) | 1904                  | 14. November 1984  | A 753           |
| Villa Lauf                | Villa Lauf                                                                 | Kaiser-Wilhelm-Ring 10 Karte                                          | Architekt: Oscar Rosendahl | 1905                  | 14. November 1984  | A 754           |
| Wohnhaus                  | Wohnhaus                                                                   | Kaiser-Wilhelm-Ring 14 Karte                                          | Architekt: Theodor Balzer | 1903–1904             | 14. November 1984  | A 755           |
| Wohnhaus                  | Wohnhaus                                                                   | Kaiser-Wilhelm-Ring 17 Karte                                          | Architekt: Rudolf Schnütgen | 1903                  | 14. November 1984  | A 756           |
| Wohnhaus                  | Wohnhaus                                                                   | Kaiser-Wilhelm-Ring 18 Karte                                          | Architekt: Heinrich Krings | 1899                  | 28. Juni 1982      | A 164           |
| Wohnhaus                  | Wohnhaus                                                                   | Kaiser-Wilhelm-Ring 19 Karte                                          | Architekt: Richard Abels; Eigentümer war um 1910 Walter Bürhaus (1872–1922), Direktor der Bergisch-Märkischen Bank (spätere Düsseldorfer Niederlassung der Deutschen Bank) | 1905–1906             | 14. November 1984  | A 757           |
| Wohnhaus                  | Wohnhaus                                                                   | Kaiser-Wilhelm-Ring 22 Karte                                          | Architekt: Paul Prack | 1905–1906             | 18. Januar 1984    | A 519           |
| weitere Bilder            |                                                                            | Kaiser-Wilhelm-Ring 23 Karte                                          | Architekt: Paul Prack | 1905–1906             | 4. April 1984      | A 568           |
| weitere Bilder            |                                                                            | Kaiser-Wilhelm-Ring 24 Karte                                          | Architekt: Wilhelm Saddeler; Eckhaus zum Salierstraße | 1907                  | 19. November 1984  | A 764           |
| weitere Bilder            |                                                                            | Kaiser-Wilhelm-Ring 25 Karte                                          | Architekt: Wilhelm Saddeler | 1907                  | 19. November 1984  | A 765           |
| Casa Viola                | Casa Viola                                                                 | Kaiser-Wilhelm-Ring 27 Karte                                          | Architekt: Rudolf Schnütgen | 1904                  | 18. Juli 1991      | A 1229          |
| Wohnhaus                  | Wohnhaus                                                                   | Kaiser-Wilhelm-Ring 33 Karte                                          | Architekt: Richard Abels | 1906                  | 19. November 1984  | A 766           |
| weitere Bilder            | Wohnhäuser                                                                 | Kaiser-Wilhelm-Ring 34, 35 Karte                                      | Architekt: Wilhelm Saddeler | 1908–1909             | 19. November 1984  | A 767           |
| weitere Bilder            | Lila Haus                                                                  | Kaiser-Wilhelm-Ring 36 Karte                                          | Architekten: Richard Klein und Richard Dörschel | 1900–1901             | 11. August 1982    | A 207           |
| Wohnhaus                  | Wohnhaus                                                                   | Kaiser-Wilhelm-Ring 37 Karte                                          | Architekten: Richard Klein und Richard Dörschel; Giebel mit Relief | 1906–1907             | 19. November 1984  | A 768           |
| Wohnhaus                  | Wohnhaus                                                                   | Kaiser-Wilhelm-Ring 41 Karte                                          | Architekt: Theodor Balzer | 1899                  | 2. Dezember 1997   | A 1430          |
|                           |                                                                            | Lanker Straße 1 (vormals Weiherstraße) Karte                          | Architekt: Rudolf Schnütgen | 1904                  | 25. April 1983     | A 344           |
| Wohnhaus mit Gastronomie  | Wohnhaus mit Gastronomie                                                   | Lanker Straße 2 Karte                                                 | Architekt: Rudolf Schnütgen | 1902–1903             | 5. März 1984       | A 558           |
| Prinzinger                | Prinzinger                                                                 | Leostraße 1a Karte                                                    | Das Eckhaus im Stil der Neurenaissance mit Blick auf den Luegplatz wurde kurz nach der Fertigstellung der Oberkasseler Brücke von dem Architekten Bernhard Tüshaus erbaut. Hier, am Eingangstor nach Oberkassel, befand sich Anfang des 20. Jahrhunderts im Parterre das „Restaurant Kaiser Friedrich“, aus dem später das „Prinzinger“ wurde. | 1898–1899             | 25. November 1982  | A 281           |
| Wohnhaus                  | Wohnhaus                                                                   | Lohengrinstraße 10 Karte                                              | Die Wohnhäuser Lohengrinstraße 10 und 12, beide von dem Architekten Adam Dickmann 1907 errichtet, spiegeln sowohl außen als auch innen in qualitativ hoher Ausführung den Zeitgeschmack und die Lebensgewohnheiten der vorletzten Jahrhundertwende wider. Die Fassaden sind schon stark der vereinfachenden Formensprache der Reformarchitektur verpflichtet, die dann Anfang der 1920er Jahre in das Neue Bauen mündete. Das Zierfachwerk im Dachgeschoss von Nr. 10 ist noch eine kleine Reminiszenz an den reichen Fassadenschmuck des Historismus. | 1907                  | 31. Mai 2013       | A 1629          |
| Wohnhaus                  | Wohnhaus                                                                   | Lohengrinstraße 12 Karte                                              | Übergangsstil; Architekt: Adam Dickmann | 1907                  | 21. Januar 2013    | A 1624          |
| Wohn- und Geschäftshaus   | Wohn- und Geschäftshaus                                                    | Luegallee 3 Karte                                                     | Architekt: Heinrich Fedler | 1910                  | 13. September 1987 | A 1073          |
| weitere Bilder            | Wohn- und Geschäftshaus                                                    | Luegallee 5 Karte                                                     | Architekt: Rudolf Schnütgen. Das Haus liegt an der Ecke zur Markgrafenstraße, welche sich zu einem Platz an der Luegallee öffnet. | 1910–1911             | 29. Dezember 1987  | A 1094          |
| weitere Bilder            | Wohnhaus                                                                   | Luegallee 26 Karte                                                    | Architekt: Theodor Balzer | 1925                  | 4. Oktober 1988    | A 1158          |
| Wohnhaus mit Ladenlokal   | Wohnhaus mit Ladenlokal                                                    | Luegallee 35 Karte                                                    | Architekt: Leonhard Sandkaulen | 1903                  | 17. Mai 1994       | A 1311          |
| Wohnhaus mit Ladenlokal   | Wohnhaus mit Ladenlokal                                                    | Luegallee 37 Karte                                                    | Architekt: Fritz Krüger | 1903                  | 5. Juli 1994       | A 1318          |
| weitere Bilder            | Wohnhaus mit Ladenlokal                                                    | Luegallee 49 Karte                                                    | Architekt: Adolf Erkes | 1912                  | 18. Oktober 1987   | A 1079          |
| Wohnhaus mit Gastronomie  | Wohnhaus mit Gastronomie                                                   | Luegallee 50 Karte                                                    | Architekt: Heinrich Fedler | 1903                  | 29. Juni 1987      | A 1055          |
| Postamt                   | Postamt                                                                    | Luegallee 52 Karte                                                    | Errichtet wurde das dreigeschossige Backsteingebäude mit ausgebautem Mansarddach zwischen 1926 und 1928 von den Architekten A. Tönnesmann, S. Mönks und W. Meier, weil das Postamt an der Cheruskerstraße zu klein geworden war. Die Straßenseite ist in siebzehn Achsen durch Mauerblenden gegliedert, wobei die rechten vier Achsen als Risalit leicht vorgesetzt sind. Das dritte Obergeschoss ist als Attikageschoss ausgebaut und leitet zu dem anschließenden Putzbau über. Den gesamten Baukörper umfasst ein Sockel aus Tuffstein. Der Haupteingang des Postamts wurde stärker betont, hier wurde der Tuffstteinsockel bis zur Höhe des Erdgeschosses hochgezogen. Der Bildhauer Ferdinand Heseding schuf die Skulpturen aus Sandstein, ornamentaler und figürlicher Art, die den Eingang flankieren. Die rechts und links von der Tür auf kleinen Sockel stehenden Figuren symbolisieren den Zahlungsverkehr und den Briefverkehr. Der Mann hält einen Geldsack in der einen und eine Münze in der anderen Hand. Die Frau hält auf der rechten Hand eine Brieftaube und in der linken Hand eine Schriftrolle. Unter beiden Figuren prangt das Posthorn als Logo. Oberhalb des Eingangsportals wird die Fassade von drei Reliefs aus Muschelkalk geziert, geschaffen vom Bildhauer Wilhelm Martini (1880–1965). Mittig ein stilisierter Postadler in einem rechteckigen Rahmen und rechts und links daneben zwei Männerköpfe, wobei der eine ruft und der andere hört – ein Hinweis auf den damalig im ersten Stockwerk des Postamts abgewickelten Fernsprechverkehr. An der Front zur Kyffhäuserstraße hin befindet sich ein Eingang mit kleinem Vorbau. | 1926–1928             | 24. August 1987    | A 1062          |
| weitere Bilder            | St. Antonius                                                               | Luegallee 61 Karte                                                    | Die Kirche wurde von 1909 bis 1910 nach Entwurf des Düsseldorfer Architekten Josef Kleesattel erbaut. | 1909–1910             | 30. November 1983  | A 483           |
| Kiosk                     | Kiosk                                                                      | Luegallee 73 Karte                                                    | Das Fachwerkhaus wurde von der Rheinischen Bahngesellschaft auf dem Barbarossaplatz aufgestellt. Der Kiosk mit Holzfachwerk diente dem Verkauf von Zeitschriften, Fahrscheinen, Tabakwaren. Heute ist ein Blumengeschäft Pächter. | ca. 1905              | 14. November 2003  | A 1516          |
| Wohnhaus mit Ladenlokal   | Wohnhaus mit Ladenlokal                                                    | Luegallee 91 Karte                                                    | Architekt: Heinrich Fedler | 1910–1911             | 20. November 1987  | A 1083          |
|                           |                                                                            | Luegallee 140 Karte                                                   | Architekt: Rudolf Schnütgen | 1902–1903             | 4. Dezember 1987   | A 1085          |
|                           |                                                                            | Luegplatz 1 Karte                                                     | Architekt und Eigentümer: Rudolf Schnütgen | 1902–1904             | 12. April 1984     | A 581           |
| Wohnhaus                  | Wohnhaus                                                                   | Luegplatz 2 Karte                                                     | Architekt und Eigentümer: Leo von Abbema | 1907                  | 12. Juni 1984      | A 633           |
| weitere Bilder            | Haus Esplanade                                                             | Luegplatz 3 Karte                                                     | Architekten: Richard Klein und Richard Dörschel; Im Adressbuch Düsseldorf 1913 ist der Architekt und Bauunternehmer Rudolf Schnütgen als Eigentümer eingetragen. | 1910–1911             | 4. Mai 1984        | A 592           |
| weitere Bilder            | Gemeinnützige Stiftung der Eheleute Th. P. Scheurenberg                    | Luegplatz 4 Karte                                                     | Theodor Peter Scheurenberg (1875–1968), aus der Familie der Gemüsebauer Scheurenberg aus Kappes-Hamm, ließ das Haus nach Plänen des Architekten Theodor Balzer erbauen. Nach einer anfänglichen Ausbildung zum Gärtner, investierte Scheurenberg eine Erbschaft in Immobilien und brachte es zu einem beträchtlichen Vermögen. Ab etwa 1920 begann er zu malen und ging mit seiner Frau Gertrud auf ausgedehnte Reisen. 1965 wurde aus dem Vermögen des kinderlosen Ehepaars, die Tochter Maria war 1934 verstorben, die Gemeinnützige Stiftung der Eheleute Th. P. Scheurenberg eingerichtet. | 1909                  | 28. Januar 1985    | A 845           |
| Wohnhaus                  | Wohnhaus                                                                   | Luegplatz 6 Karte                                                     | Architekt: Theodor Balzer | 1910–1911             | 27. Juni 1984      | A 641           |
| BW                        |                                                                            | Maasstraße 1–19 Karte                                                 | Zwei Vierfamilien-Wohnhäuser und ein Zweifamilien-Wohnhaus; erbaut Anfang der 1920er Jahre vom Architekten Fritz Hillebrand (1889–1959). | 1919–1921             | 10. Dezember 1996  | A 1408          |
| Wohnhaus mit Ladenlokal   | Wohnhaus mit Ladenlokal                                                    | Markgrafenstraße 1 Karte                                              | Architekt: Heinrich Fedler | 1909                  | 5. September 2002  | A 1507          |
| Wohnhaus                  | Wohnhaus                                                                   | Markgrafenstraße 3 Karte                                              | Architekt: Paul Giersiepen | 1907–1908             | 19. März 1982      | A 68            |
| Wohnhaus                  | Wohnhaus                                                                   | Markgrafenstraße 5 Karte                                              | Ausgeführt durch den Postbausekretär Bernhard Deutschmann | 1909                  | 19. März 1982      | A 69            |
| Wohnhaus                  | Wohnhaus                                                                   | Markgrafenstraße 6 Karte                                              | Architekt: Josef Jansen | 1909–1910             | 15. Oktober 1984   | A 727           |
| Wohnhaus                  | Wohnhaus                                                                   | Markgrafenstraße 7 Karte                                              | Architekt: Bautechniker Wilhelm Hartmann | 1909                  | 19. März 1982      | A 70            |
| Wohnhaus                  | Wohnhaus                                                                   | Markgrafenstraße 8 Karte                                              | Architekt: Fritz Krüger | 1909–1910             | 7. September 1984  | A 703           |
| Wohnhaus                  | Wohnhaus                                                                   | Markgrafenstraße 9 Karte                                              | Architekt: Richard Krekel | 1909–1910             | 19. März 1982      | A 71            |
| Wohnhaus                  | Wohnhaus                                                                   | Markgrafenstraße 10 Karte                                             | Architekt: Wilhelm Hoppe | 1910–1911             | 16. Oktober 1984   | A 730           |
| Wohnhaus                  | Wohnhaus                                                                   | Markgrafenstraße 11 Karte                                             | Architekt: Wilhelm Lenz | 1909–1910             | 19. März 1982      | A 72            |
| Wohnhaus                  | Wohnhaus                                                                   | Markgrafenstraße 12 Karte                                             | Architekt: Wilhelm Hoppe | 1913                  | 16. Oktober 1984   | A 731           |
| Wohnhaus                  | Wohnhaus                                                                   | Markgrafenstraße 13 Karte                                             | Architekt: Wilhelm Lenz | 1910                  | 19. März 1982      | A 73            |
| weitere Bilder            | Wohnhaus                                                                   | Markgrafenstraße 14 Karte                                             | Architekten: Alfred Wiener und Johann Baum | 1914–1916             | 16. Oktober 1984   | A 732           |
| Wohnhaus                  | Wohnhaus                                                                   | Markgrafenstraße 15 Karte                                             | Architekt: Wilhelm Lenz | 1910                  | 19. März 1982      | A 74            |
| Wohnhaus                  | Wohnhaus                                                                   | Markgrafenstraße 17 Karte                                             | Architekt: Wilhelm Lenz | 1910                  | 19. März 1982      | A 75            |
| Wohnhaus                  | Wohnhaus                                                                   | Markgrafenstraße 19 Karte                                             | Architekt: Wilhelm Lenz | 1910                  | 19. März 1982      | A 76            |
| Wohnhaus                  | Wohnhaus                                                                   | Markgrafenstraße 21 Karte                                             | Architekt: Bautechniker Wilhelm Hartmann | 1910                  | 19. März 1982      | A 77            |
| Wohnhaus mit Ladenlokal   | Wohnhaus mit Ladenlokal                                                    | Markgrafenstraße 22 Karte                                             | Architekt: Alfred Wiener; Eckhaus zur Salierstraße | 1914–1915             | 10. Oktober 1984   | A 719           |
| Wohnhaus                  | Wohnhaus                                                                   | Markgrafenstraße 23 Karte                                             | Architekt: Bautechniker Wilhelm Hartmann | 1910–1911             | 19. März 1982      | A 78            |
| Wohnhaus                  | Wohnhaus                                                                   | Markgrafenstraße 25 Karte                                             | Architekt: Wilhelm Hoppe | 1910                  | 19. März 1982      | A 79            |
| weitere Bilder            | Wohnhaus mit Ladenlokal                                                    | Markgrafenstraße 27 (Ecke Salierstraße) Karte                         | Architekt: Alfred Wiener | 1912                  | 15. Oktober 1984   | A 728           |
| weitere Bilder            | Wohnhaus mit Anbau                                                         | Markgrafenstraße 61, 61a Karte                                        | Architekt, Bauherr und Eigentümer war Wilhelm Saddeler (1880– nach 1961), welcher im Untergeschoss sein Büro hatte. | 1913                  | 25. Februar 1986   | A 970           |
| Wohnhaus                  | Wohnhaus                                                                   | Markgrafenstraße 66 / Ecke Düsseldorfer Straße Karte                  | Architekt: Wilhelm Hoppe | 1928                  | 26. Juni 1987      | A 1050          |
|                           |                                                                            | Oberkasseler Straße 5, 7 Karte                                        | Architekt war Theo Westbrock, welcher mit Johannes Radke den Stahlhof in Düsseldorf erbaut hatte. | 1924–1925             | 12. März 1987      | A 1026          |
| weitere Bilder            | Faustenhof                                                                 | Oberkasseler Straße 6 Karte                                           | Der „Faustenhof“ war ein Gasthof mit angeschlossenem Ackerbau (Düsseldorfer Straße 50), benannt nach der Familie Fausten. | 1784                  | 23. Dezember 1982  | A 293           |
| weitere Bilder            |                                                                            | Oberkasseler Straße 28 Karte                                          | Spätklassizismus | Ende 19. Jh.          | 4. Dezember 1984   | A 794           |
|                           |                                                                            | Oberkasseler Straße 52 Karte                                          | Klassizismus | Anfang des 19. Jhdt.  | 19. April 1983     | A 341           |
| weitere Bilder            |                                                                            | Oberkasseler Straße 62 Karte                                          | Fachwerkbauten eines historischen Bauerngehöfts; heute Wohn- und Atelierhaus des Künstlerpaars Karl-Ludwig Schmaltz und Gabriele Grosse | Ende 18. Jh.          | 29. November 1984  | A 779           |
| Wohn- und Geschäftshaus   | Wohn- und Geschäftshaus                                                    | Oberkasseler Straße 81 Karte                                          | Architekt: Theodor Foell (1858–1916) in Heerdt mit Wohnsitz und Architekturbüro im Haus Oberkasseler Straße 127. | 1896–1897             | 29. November 1984  | A 780           |
| Wohn- und Geschäftshaus   | Wohn- und Geschäftshaus                                                    | Oberkasseler Straße 83 Karte                                          | Architekt: Theodor Foell | 1896–1897             | 16. September 1988 | A 1154          |
| weitere Bilder            | Wohnhaus                                                                   | Oberkasseler Straße 86 Karte                                          | Architekten: Gebrüder Heinrich und Peter Hermkes | 1901                  | 29. November 1984  | A 781           |
| weitere Bilder            | Christus-König-Kirche                                                      | Pastor-Busch-Weg 9 Karte                                              | Der Bau der expressionistischen Kirche erfolgte 1929–1930 durch den Architekten Franz Schneider. Die Kirche wurde in Stahlbauweise im Sinne des Neuen Bauens errichtet. Der geplante Kirchturm wurde jedoch bis auf das Sockelgeschoss nicht ausgeführt. Die Kirche überstand den Zweiten Weltkrieg mit geringen Schäden, allerdings wurden 1942 die Fenster zerstört. Nach vollzogener Profanierung wurde das Bauwerk 2012/2013 in eine katholische Kindertagesstätte und ein Familienzentrum umgebaut. (Fertigstellung 2014). | 1929–1930             | 18. Dezember 1987  | A 1090          |
| weitere Bilder            | Wohn- und Geschäftshaus                                                    | Quirinstraße 1a Karte                                                 | Architekt: Theodor Balzer; Eckhaus mit Blick auf die Luegallee und den Belsenplatz | 1911                  | 4. April 1984      | A 572           |
| weitere Bilder            | Wohn- und Siedlungsbauten                                                  | Quirinstraße 20–22, Arnulfstraße 8–18 Karte                           | Straßenzug von der Quirinstraße bis zur Arnulfstraße mit Wohnbauten des Neuen Bauens unter Verwendung von Backstein, Ende der 1920er Jahre; Architekt war Gustav August Munzer | 1927–1929             | 17. Mai 1994       | A 1306          |
| weitere Bilder            | Auferstehungskirche                                                        | Quirinstraße 43, Arnulfstraße 33 Karte                                | Die Kirche wurde nach Entwurf der Düsseldorfer Architekten Rudolf Wilhelm Verheyen und Julius Stobbe errichtet. | 1913–1914             | 14. Juli 1983      | A 390           |
| Wohnhaus                  | Wohnhaus                                                                   | Salierstraße 3 Karte                                                  | Architekt: Adam Becker | 1899                  | 12. Juni 1984      | A 635           |
| weitere Bilder            | Wohnhaus                                                                   | Salierstraße 4 Karte                                                  | Ausführung durch die Architektenfirma Haufs und Heister. Ein dreigeschossiges Wohnhaus, in dem im Inneren die ursprüngliche Treppe, Stuckdecken, Jugendstilbuntglasfenster, Originaltüren und Marmor im Entrée erhalten sind. Eigentümer und Bewohner des Hauses wurde Hugo Kracht, Mitbegründer der Düsseldorfer Bronzegießerei G.m.b.H. Ihm gehörte auch das Nachbarhaus Nr. 6. | 1903–1904             | 3. Mai 1984        | A 587           |
| Wohnhaus                  | Wohnhaus                                                                   | Salierstraße 5 Karte                                                  | Architekt: Wilhelm Lenz (* 9. September 1868 in Krefeld). Reichhaltiger Stuckdekor an den oberen Etagen verziert die Fassade. | 1900                  | 3. Mai 1984        | A 588           |
| weitere Bilder            | Wohnhaus                                                                   | Salierstraße 6 Karte                                                  | Architekt war Richard Abels (* 3. Mai 1853 in Kommern; † nach 1931), welcher bis 1898 in Köln ansässig und dann bis 1927 in Düsseldorf tätig war. Am Erker ist ein Relief mit Jagdszenen angebracht. | 1900                  | 3. Mai 1984        | A 589           |
| Wohnhaus                  | Wohnhaus                                                                   | Salierstraße 7 Karte                                                  | Architekt: Emil Fahrenkamp. Der Vorbau in der Mitte des Gebäudes zeigt Ornamente im Jugendstil. Die alte Treppe und Türen aus der Zeit sind heute noch zu sehen. | 1911                  | 3. Mai 1984        | A 590           |
| weitere Bilder            | Eckhaus zur Brend’amourstraße                                              | Salierstraße 9 Karte                                                  | Architekt: Eduard Jöckel | 1911                  | 23. Februar 1982   | A 58            |
| Wohnhaus                  | Wohnhaus                                                                   | Salierstraße 13 Karte                                                 | Architekten: Adam Dickmann und Emil Fahrenkamp | 1910                  | 17. November 1983  | A 462           |
| weitere Bilder            | Wohnhaus                                                                   | Salierstraße 14 Karte                                                 | Architekt: Alfred Wiener | 1912                  | 17. Mai 1984       | A 598           |
| Wohnhaus                  | Wohnhaus                                                                   | Salierstraße 15 Karte                                                 | Architekt: Heinrich Fedler | 1911                  | 6. Juni 1984       | A 613           |
| Wohnhaus                  | Wohnhaus                                                                   | Salierstraße 16 Karte                                                 | Architekt: Alfred Wiener | 1912                  | 6. Juni 1984       | A 614           |
| weitere Bilder            | Wohnhaus mit ehemaligem Ladenlokal an der Ecke zur Markgrafenstraße        | Salierstraße 17 Karte                                                 | Architekt: Joseph Lepelmann | 1910–1911             | 16. Januar 1989    | A 1169          |
| Wohnhaus                  | Wohnhaus                                                                   | Salierstraße 19 Karte                                                 | Architekt: Alfred Wiener | 1914                  | 6. Juni 1984       | A 615           |
| Wohnhaus                  | Wohnhaus                                                                   | Salierstraße 21 Karte                                                 | Architekt: Alfred Wiener | 1914                  | 7. Juni 1984       | A 626           |
| weitere Bilder            | Wohnhaus                                                                   | San-Remo-Straße 1 (vormals Grubenstraße) Karte                        | Architekt: Fritz Niebel; Eckhaus zum Kaiser-Friedrich-Ring mit Eingangsportal an der San-Remo-Straße | 1903–1904             | 2. April 1987      | A 1031          |
| Wohnhaus                  | Wohnhaus                                                                   | San-Remo-Straße 7 Karte                                               | Das vom Architekten Hans Schleh 1904 errichtete Wohnhaus ist nicht nur äußerlich gut erhalten, sondern hat auch im Inneren seit der Bauzeit kaum nennenswerte Änderungen erfahren. | 1904                  | 19. November 2014  | A 1644          |
| Wohnhaus mit Ladenlokal   | Wohnhaus mit Ladenlokal                                                    | Schanzenstraße 1a Karte                                               | Architekten: Fritz Becker und Erich Kutzner | 1928                  | 12. April 1984     | A 582           |
| Wohnhaus                  | Wohnhaus                                                                   | Schanzenstraße 9 Karte                                                | Architekt: Paul Prack | 1904–1905             | 21. März 1988      | A 1107          |
| Stadtvilla                | Stadtvilla                                                                 | Schanzenstraße 11 Karte                                               | Architekt: Paul Prack | 1904–1905             | 21. März 1988      | A 1108          |
| weitere Bilder            | Stadtvilla                                                                 | Schanzenstraße 11a Karte                                              | Architekt: Paul Prack | 1904–1905             | 21. März 1988      | A 1109          |
| Stadtvilla                | Stadtvilla                                                                 | Schanzenstraße 15 Karte                                               | Architekt: Paul Prack | 1904–1905             | 18. Dezember 1987  | A 1091          |
| weitere Bilder            | Alte Bonbonfabrik                                                          | Schanzenstraße 20a Karte                                              | Es handelt sich um das ehemalige Betriebsgebäude der Bergischen Stahlindustrie. Das Objekt steht hinter der geschlossenen Blockrandbebauung der Schanzenstraße. Das heutige Erscheinungsbild innen wie außen geht auf einen Entwurf des Architekten Andreas Grohmann zurück. Er überplante und ergänzte Bauten aus den Jahren 1903 bis 1904, die der Architekt und Bauunternehmer Rudolf Schnütgen für seinen Betrieb mit Schreinerei errichtet hatte. Die Planungen Grohmanns für die Bergische Stahlindustrie (BSI) wurden in den Jahren 1921 bis 1925 umgesetzt. Wohl Mitte 1920 übernahm die Bergische Stahlindustrie (BSI) aus Remscheid, bis dahin seit 1917 unter der Adresse Uhlandstraße 3 in Düsseldorf, das Anwesen. Nachdem eine an der Uhlandstraße geplante Baumaßnahme, ein „großangelegtes Lager von Qualitätsstahl“ zu errichten, 1921 am Planungsrecht und Widerstand von Nachbarn gescheitert war, siedelte sich das Unternehmen in Oberkassel an. Von 1969 bis 2004 hatte die Bildagentur ZEFA hier ihren Sitz. Heute steht über dem Haupteingang des Gebäudes „Alte Bonbonfabrik“. | 1921–1925             | 12. Mai 2014       | A 1638          |
| weitere Bilder            | Julia Stoschek Collection und Foundation                                   | Schanzenstraße 54 / Greifweg Karte                                    | Das Hintergebäude der Schanzenstraße 54 ist mit seiner Stahlbeton-Skelettbauweise sowie Dachkonstruktion aus Polonceau-Trägern einerseits und der gleichzeitigen Verwendung monumentaler Elemente wie symmetrischen Türmen in der Giebelfront andererseits, ein Denkmal frühmoderner Industriearchitektur. Das Gebäude am Greifweg war bis 1945 nacheinander Bühnenwerkstatt, Motorenfabrik der Rheinischen Aerowerke, Leuchtmittelfabrik, Produktionsstätte von Damenkorsetts, Fabrikationsort der Metall- und Holzindustrie, unter anderem auch für den Heeresbedarf im Ersten Weltkrieg, ab 1936 Produktionstätigkeit einer Betten- und Matratzenfabrik. Nach dem Zweiten Weltkrieg bis 2002 war hier die Bilderleisten- und Rahmenfabrik des Unternehmers Friedrich Conzen. 2007 wurde das Gebäude vom Berliner Architekturbüro Kuehn Malvezzi für die Stoschek Collection umgebaut. | 1907–1908             | 5. August 1992     | A 1239          |
| Kyffhäuserblock           | Kyffhäuserblock                                                            | Schorlemerstraße 1, Luegallee 66–74 Karte                             | Nach den Plänen des Architekten Gustav Utermann erstreckte sich der Wohnhaus-Komplex im Stil der Reformarchitektur mit monumentalen Erkern und Giebeln und seinen Fassaden-Ornamenten über einen ganzen Straßenblock. Dass der Komplex früher bis in die Kyffhäuser Straße ragte, lässt sich heute nur noch auf alten Zeichnungen erkennen, das Eckgebäude Nr. 64 fehlt und wurde durch einen Nachkriegsbau ersetzt. | 1910–1911             | 9. September 1985  | A 921           |
| Wohnhaus                  | Wohnhaus                                                                   | Schwalmstraße 11, 13 Karte                                            | Architekt: Fritz Hillebrand | 1928                  | 12. Februar 2004   | A 1526          |
| Wohnhaus                  | Wohnhaus                                                                   | Schwalmstraße 15, 17 Karte                                            | Architekt: Fritz Hillebrand. Einfamilien-Doppelhaus mit achsensymmetrischer Fassadengestaltung. | 1921                  | 12. Februar 2004   | A 1527          |
| Wohnhaus                  | Wohnhaus                                                                   | Schwalmstraße 19, 21 Karte                                            | Architekt: Fritz Hillebrand. Einfamilien-Doppelhaus mit achsensymmetrischer Fassadengestaltung | 1921                  | 12. Februar 2004   | A 1528          |
| weitere Bilder            | Wohnhäuser                                                                 | Siegfriedstraße 5–23 Karte                                            | Architekt: Oscar Rosendahl | 1911–1914             | 23. Dezember 1982  | A 103           |
| weitere Bilder            | Wohnhaus mit Ladenlokal                                                    | Sonderburgstraße 1a Karte                                             | Architekt: Adam Dickmann; Eckhaus zur Dominikanerstraße | 1906–1907             | 14. Juni 1982      | A 118           |
| Wohnhaus                  | Wohnhaus                                                                   | Sonderburgstraße 1 (vormals Roonstraße) Karte                         | Architekt: Heinrich Pulver | 1902–1903             | 14. Juni 1982      | A 119           |
| Wohnhaus mit Ladenlokal   | Wohnhaus mit Ladenlokal                                                    | Sonderburgstraße 2 Karte                                              | Architekt: Carl Schaumburg; Eckhaus zur Dominikanerstraße | 1903                  | 14. Juni 1982      | A 120           |
| Wohnhaus                  | Wohnhaus                                                                   | Sonderburgstraße 3 Karte                                              | Ausführung durch Haufs und Heister | 1903                  | 14. Juni 1982      | A 121           |
| Wohnhaus                  | Wohnhaus                                                                   | Sonderburgstraße 4 Karte                                              | Architekt: Heinrich Fedler | 1906                  | 28. Juni 1982      | A 169           |
| Wohnhaus                  | Wohnhaus                                                                   | Sonderburgstraße 7 Karte                                              | Ausführung durch Haufs und Heister | 1902                  | 6. Juli 1982       | A 171           |
| weitere Bilder            | Wohnhaus                                                                   | Sonderburgstraße 9 Karte                                              | Philipp Zingraf (Ausführung), 1907 Gründung Cecilienschule, ab 1908 Gründung Höhere Knabenschule (Comenius-Gymnasium), 1945 bis 1947 Meldestelle des 5. Polizeireviers | 1901                  | 23. Februar 1982   | A 59            |
| Wohnhaus                  | Wohnhaus                                                                   | Sonderburgstraße 11 Karte                                             | Ausführung durch Philipp Zingraf; 1907 Gründung der Cecilienschule, 1908 Gründung der Höheren Knabenschule (Comenius-Gymnasium) | 1901–1902             | 14. Juni 1982      | A 122           |
| Wohnhaus                  | Wohnhaus                                                                   | Sonderburgstraße 12 Karte                                             | Architekt: Heinrich Fedler | 1903–1904             | 14. Juni 1982      | A 123           |
| Wohnhaus                  | Wohnhaus                                                                   | Sonderburgstraße 13 Karte                                             | Ausführung durch Philipp Zingraf | 1900–1901             | 14. Juni 1982      | A 124           |
| Wohnhaus                  | Wohnhaus                                                                   | Sonderburgstraße 16 Karte                                             | Architekt: Carl Schaumburg | 1904                  | 23. Februar 1982   | A 60            |
| Wohnhaus                  | Wohnhaus                                                                   | Sonderburgstraße 18 Karte                                             | Architekt: Carl Schaumburg | 1904                  | 21. Juni 1982      | A 148           |
| Wohnhaus                  | Wohnhaus                                                                   | Sonderburgstraße 19 Karte                                             | Architekt: Gustav Utermann | 1905                  | 1. Juli 1982       | A 170           |
| Wohnhaus                  | Wohnhaus                                                                   | Sonderburgstraße 20 Karte                                             | Architekt: Carl Schaumburg | 1904                  | 14. Juni 1982      | A 125           |
| Wohnhaus                  | Wohnhaus                                                                   | Sonderburgstraße 21 Karte                                             | Architekt: Gustav Utermann | 1910                  | 14. Juni 1982      | A 126           |
| Wohnhaus                  | Wohnhaus                                                                   | Sonderburgstraße 22 Karte                                             | Architekt: Carl Schaumburg | 1904                  | 14. Juni 1982      | A 127           |
| Wohnhaus                  | Wohnhaus                                                                   | Sonderburgstraße 24 Karte                                             | Ausführung durch Haufs und Heister | 1905                  | 21. Juni 1982      | A 149           |
| Wohnhaus                  | Wohnhaus                                                                   | Sonderburgstraße 26 Karte                                             | Ausführung durch Haufs und Heister | 1905                  | 14. Juni 1982      | A 128           |
| Wohnhaus mit Ladenlokal   | Wohnhaus mit Ladenlokal                                                    | Sonderburgstraße 27 Karte                                             | Architekt: Adam Dickmann | 1906–1907             | 14. Juni 1982      | A 129           |
| Wohnhaus                  | Wohnhaus                                                                   | Sonderburgstraße 28 Karte                                             | Architekt: Carl Schaumburg | 1905                  | 14. Juni 1982      | A 130           |
| Wohnhaus                  | Wohnhaus                                                                   | Sonderburgstraße 30 Karte                                             | Architekt: Carl Schaumburg | 1905                  | 14. Juni 1982      | A 131           |
| Wohnhaus                  | Wohnhaus                                                                   | Sonderburgstraße 32 Karte                                             | Architekt: Carl Schaumburg | 1905–1906             | 14. Juni 1982      | A 132           |
| Wohnhaus                  | Wohnhaus                                                                   | Sonderburgstraße 34 Karte                                             | Architekt: Carl Schaumburg | 1905–1906             | 14. Juni 1982      | A 133           |
| Wohnhaus                  | Wohnhaus                                                                   | Sonderburgstraße 36 Karte                                             | Architekt: Heinrich Fedler | 1906                  | 14. Juni 1982      | A 134           |
| Wohnhaus                  | Wohnhaus                                                                   | Sonderburgstraße 38 Karte                                             | Architekt: Heinrich Fedler | 1906                  | 14. Juni 1982      | A 135           |
| Wohnhaus                  | Wohnhaus                                                                   | Sonderburgstraße 40 Karte                                             | Architekt: Heinrich Fedler | 1906–1907             | 14. Juni 1982      | A 136           |
| weitere Bilder            | Wohnhaus                                                                   | Sonderburgstraße 42 Karte                                             | Architekt: Heinrich Fedler | 1906–1907             | 4. Januar 1989     | A 1170          |
| Wohnhaus                  | Wohnhaus                                                                   | Sonderburgstraße 44 Karte                                             | Architekt und Eigentümer: Heinrich Fedler | 1902–1903             | 9. Juli 1982       | A 172           |
| Wohnhaus                  | Wohnhaus                                                                   | Sonderburgstraße 46 Karte                                             | Architekt: Carl Schaumburg | 1902–1903             | 14. Juni 1982      | A 137           |
| Wohnhaus mit Ladenlokal   | Wohnhaus mit Ladenlokal                                                    | Steffenstraße 7 (vormals Stephanstraße), Wildenbruchstraße 107a Karte | Architekt: Liborius Helbig | 1911–1912             | 28. Oktober 1988   | A 1160          |
| Wohnhaus                  | Wohnhaus                                                                   | Steffenstraße 19 Karte                                                | Erbaut wurde das Eckhaus Steffenstraße / Wildenbruchstraße nach den Plänen des Architekten Heinrich Fedler für David Salomon. Der gelernter Klempner und Installateur Salomon (geb. 27. Oktober 1873 in Osterath), mit Hauseigentum und Geschäft für sanitäre Installationen im Haus Belsenstraße 16, hatte auch das daneben liegende Haus Steffenstraße 21 erworben. Außerdem war er bis Anfang der 1940er Jahre Eigentümer des Hauses Teutonenstraße 9, das zum sogenannten „Judenhaus“ im Stadtteil Oberkassel wurde. Am 21. Juli 1942 wurde David Salomon von Düsseldorf in das Ghetto Theresienstadt und von dort im September 1942 in das Vernichtungslager Treblinka deportiert. | 1910–1911             | 29. November 1988  | A 1173          |
|                           |                                                                            | Steffenstraße 30 Karte                                                | Architekt: Alfred Faehndrich | 1911                  | 29. Juni 1987      | A 1056          |
| Wohnhaus mit Ladenlokal   | Wohnhaus mit Ladenlokal                                                    | Steffenstraße 32 Karte                                                | Architekt: Heinrich Fedler; Bauherr: Kaufmann Fritz Hermanns; Der Eingangsbereich zu dem ehemaligen Ladenlokal der Kolonialwarenhandlung hat Fenster mit gebogenen Scheiben. | 1911–1912             | 2. April 1987      | A 1032          |
|                           |                                                                            | Steffenstraße 33 Karte                                                | Architekt: Oscar Rosendahl | 1905                  | 15. April 1987     | A 1034          |
| Wohnhaus                  | Wohnhaus                                                                   | Steffenstraße 35 Karte                                                | Architekt: Heinrich Fedler | 1905                  | 15. April 1987     | A 1035          |
| weitere Bilder            | Wohnhaus mit Ladenlokal                                                    | Steffenstraße 36, Sonderburgstraße 17 Karte                           | Architekt: Heinrich Fedler | 1906                  | 9. September 1987  | A 1072          |
| Wohnhaus                  | Wohnhaus                                                                   | Steffenstraße 37 Karte                                                | Architekt: Heinrich Fedler | 1905–1906             | 15. April 1987     | A 1036          |
| Wohnhaus                  | Wohnhaus                                                                   | Steffenstraße 45 Karte                                                | Architekt: Adam Dickmann | 1927–1928             | 27. Oktober 1988   | A 1162          |
|                           |                                                                            | Steffenstraße 47 Karte                                                | Architekt: Gustav Utermann | 1910–1911             | 14. April 1987     | A 1033          |
| weitere Bilder            | Wohnhäuser                                                                 | Teutonenstraße 1, Markgrafenstraße 4 Karte                            | Architekt: Curt Gabriel (* 4. Januar 1873 in Leipzig) | 1921–1922             | 14. Oktober 1985   | A 939           |
| weitere Bilder            | Wohnhaus                                                                   | Teutonenstraße 2 Karte                                                | Architekt: Richard Krekel; großes Relief an der Fassade | 1910–1911             | 3. März 1988       | A 1104          |
| Wohnhäuser                | Wohnhäuser                                                                 | Teutonenstraße 3, 5 Karte                                             | Architekt: Richard Krekel | 1910–1911             | 1. Dezember 1987   | A 1084          |
| Wohnhaus                  | Wohnhaus                                                                   | Teutonenstraße 4 Karte                                                | Architekt: Adam Dickmann | 1909                  | 3. September 1987  | A 1068          |
| Wohnhaus                  | Wohnhaus                                                                   | Teutonenstraße 6 Karte                                                | Architekt: Adam Dickmann | 1909                  | 4. September 1987  | A 1070          |
| Wohnhaus                  | Wohnhaus                                                                   | Teutonenstraße 10 Karte                                               | Architekt: Wilhelm Hoppe | 1910–1911             | 7. Dezember 1987   | A 1086          |
| Wohnhaus                  | Wohnhaus                                                                   | Teutonenstraße 12 Karte                                               | Architekt: Wilhelm Hoppe | 1910–1911             | 3. September 1987  | A 1069          |
| weitere Bilder            | Wohnhaus                                                                   | Teutonenstraße 14 Karte                                               | Architekt: Jean Kriechel (* 3. Oktober 1881 in Köln; † 15. April 1945 in Kloster Essig) | 1911                  | 13. September 1987 | A 1074          |
| weitere Bilder            | Wohnhaus                                                                   | Teutonenstraße 16 / Salierplatz Karte                                 | Architekt: Theodor Balzer | 1912                  | 31. März 1989      | A 1182          |
| Wohnhaus                  | Wohnhaus                                                                   | Wildenbruchstraße 8 (vormals Karolingerstraße) Karte                  | Architekt: Josef Jansen | 1910–1911             | 20. Februar 2008   | A 1570          |
| Wohnhaus                  | Wohnhaus                                                                   | Wildenbruchstraße 11 Karte                                            | Architekt: Josef Jansen | 1912                  | 11. Mai 1984       | A 1305          |
| Wohnhaus                  | Wohnhaus                                                                   | Wildenbruchstraße 13 Karte                                            | Architekt: A. Hülser | 1929                  | 5. Mai 1994        | A 1301          |
| Wohnhaus                  | Wohnhaus                                                                   | Wildenbruchstraße 15 Karte                                            | Architekt: Ernst Stahl | 1928                  | 5. Mai 1994        | A 1302          |
| Wohnhaus                  | Wohnhaus                                                                   | Wildenbruchstraße 16 / Ecke Brend’amourstraße Karte                   | Architekten: Wilhelm Hoppe und Richard Krekel | 1909–1911             | 24. Mai 1988       | A 1118          |
| Wohnhaus                  | Wohnhaus                                                                   | Wildenbruchstraße 18 Karte                                            | Architekt: Wilhelm Saddeler | 1911                  | 1. August 1988     | A 1144          |
| Wohnhaus                  | Wohnhaus                                                                   | Wildenbruchstraße 18a Karte                                           | Architekt: Wilhelm Saddeler | 1911                  | 1. August 1988     | A 1144          |
| Wohnhaus                  | Wohnhaus                                                                   | Wildenbruchstraße 18b / Ecke Markgrafenstraße Karte                   | Architekt: Wilhelm Saddeler | 1911                  | 1. August 1988     | A 1144          |
|                           |                                                                            | Wildenbruchstraße 27a, 27b Karte                                      | Architekt: Wilhelm Hoppe | 1929                  | 1. Juli 1988       | A 1137          |
| weitere Bilder            | Wohnhaus Johannes Knubel                                                   | Wildenbruchstraße 28 Karte                                            | Vorderhaus aus unverputztem Backstein-Mauerwerk mit Natursteingliederungen; Architekten: Rudolf Wilhelm Verheyen und Julius Stobbe | 1905–1906             | 20. Juni 1988      | A 1131          |
| Wohnhaus                  | Wohnhaus                                                                   | Wildenbruchstraße 33 Karte                                            | Architekt: Joseph Schönen | 1925                  | 5. Mai 1994        | A 1303          |
| Wohnhaus                  | Wohnhaus                                                                   | Wildenbruchstraße 39 Karte                                            | Architekt: Josef Kleesattel d. J. (* 11. Januar 1883 in Berlin; † 28. September 1941 in Düsseldorf) | 1927                  | 28. Juni 2011      | A 1609          |
|                           |                                                                            | Wildenbruchstraße 41 Karte                                            | Architekten: Haufs und Heister | 1906                  | 30. November 1984  | A 786           |
| Wohnhaus                  | Wohnhaus                                                                   | Wildenbruchstraße 44 Karte                                            | Architekt: Theodor Balzer | 1899–1900             | 6. Juni 1988       | A 1124          |
| Wohnhaus                  | Wohnhaus                                                                   | Wildenbruchstraße 46 Karte                                            | Architekt: Adam Becker | 1900                  | 6. Juni 1988       | A 1125          |
| Wohnhaus                  | Wohnhaus                                                                   | Wildenbruchstraße 50 Karte                                            | Architekt: Heinrich Fedler | 1899                  | 5. Mai 1994        | A 1304          |
| Wohnhaus                  | Wohnhaus                                                                   | Wildenbruchstraße 94 Karte                                            | Architekt: Adolf Liertz (* 15. September 1868 in Düsseldorf; † 9. Dezember 1915 in Hannover); Bauherr: Maler Otto Boyer. Der Maler Hermann Angermeyer hatte um 1910 in diesem Haus sein Atelier. | 1901–1902             | 6. Juni 1988       | A 1126          |